# NGC 6247
NGC 6247 este o infrared source⁠(d) situată în constelația Dragonul. A fost descoperită în 24 septembrie 1862 de către Heinrich Louis d'Arrest.